# Poa iberica
Poa iberica là một loài thực vật có hoa trong họ Hòa thảo. Loài này được Fisch., C.A.Mey. & Avé-Lall. miêu tả khoa học đầu tiên năm 1843.